# Боттино, Пьер
Пьер Боттино (фр. Pierre Bottineau; 1 января 1817 — 26 июля 1895) — американец франко-индейского происхождения, первопроходец, траппер, торговец и исследователь. Был известным переводчиком, говорил по-французски и по-английски, мог свободно изъясняться на нескольких индейских языках, за что получил прозвище Ходячая Трубка Мира, был также известен как Кит Карсон Северо-Запада.

## Биография
Пьер Боттино родился в 1817 году в охотничьем лагере метисов близ современного города Гранд-Форкс. Его отцом был Шарль Боттино, по одним данным франкоканадский первопроходец, по другим — потомок гугенотов, приехавших в Бостон в XVIII веке, матерью — индианка из народа оджибве, которая являлась сестрой вождя Красного Медведя. 
Пьер провёл свою юность, охотясь и занимаясь трапперством в долине Ред-Ривер на северо-западе современного штата Миннесота, под опекой своего отца, работавшего на канадские торговые компании, которые скупали пушнину в этом районе до того, как Соединённые Штаты смогли установить там свой контроль после договора, подписанного 20 октября 1818 года. В юности Пьер работал на Компанию Гудзонова залива
и совершал длительные поездки но территории Земли Руперта. Около 1840 года он переехал в район современного города Сент-Пол, но продолжал путешествовать и охотиться, и часто служил армейским офицерам в форте Снеллинг в качестве скаута и переводчика.
В 1853 году Боттино сопровождал губернатора территории Вашингтон Айзека Стивенса во время его экспедиции. В 1863 году он участвовал в переговорах между правительством США и оджибве и служил переводчиком, в результате которых американские власти смогли приобрести у индейцев 45 000 км² земли.
В последующие годы Боттино принимал участие в основании нескольких городов на территории Миннесоты и Северной Дакоты. В мае 1876 года он привёл 119 семей из Сент-Пола в долину Ред-Ривер. Как и он, большинство из этих людей были франкоканадского происхождения и первыми поселенцами округов Рамси и Хеннепин. Там партия Боттино основала города Ред-Лейк-Фолс и Джентилли. Именно в Ред-Лейк-Фолс, примерно в 80 км от места своего рождения, Боттино вышел на пенсию. 
Неоценимая заслуга Боттино в исследовании и расширении США, а также в развитии Миннесоты и Северной Дакоты, принесла ему широкую известность. В 1879 году Генри Хейстингс Сибли предложил Конгрессу США принять специальный закон в пользу предоставления Пьеру Боттино, пионеру, скауту и проводнику, пенсии в размере 50 долларов в месяц. Пенсия была назначена в знак признания его долгой службы и гарантирована до его смерти. В 1882—1887 годах Боттино был членом совета Ред-Лейк-Фолса, а в 1885 году был избран его руководителем. Он продолжал активно участвовать в региональных делах и участвовал в заключении еще одного земельного договора с оджибве в 1889 году.
Пьер Боттино скончался 26 июля 1895 года в возрасте 78 лет и был похоронен на кладбище Сент-Джозеф в городе Ред-Лейк-Фолс.

## Память
Округ Боттино в штате Северная Дакота и его административный центр город Боттино, названы в его честь, а также муниципальный аэропорт, библиотека, парк в Миннеаполисе и бульвар в округе Хеннепин, штат Миннесота.